# Володимирівка (Синельниківський район)
Володимирівка — колишнє село в Україні, Синельниківському районі Дніпропетровської області. Чисельність населення за даними 1982 року становила 90 осіб. Ліквідоване.
Було розташоване в одному кілометрі від лівого берега річки Нижня Терса, на відстані 1,5 км від сіл Гірки і Запорозьке. Поруч проходить залізниця, в 2,5 км — станція Івківка.